# Spezialheim
Die sogenannten Spezialheime bildeten eine eigene Organisationsstruktur innerhalb des Heimsystems der Jugendhilfe in der DDR. Aufgabe dieser Einrichtungen war die Umerziehung von Kindern und Jugendlichen im Alter zwischen 6 und 18 Jahren, die als schwererziehbar eingestuft worden waren. Zum System der Spezialheime gehörten ein Aufnahme- und Beobachtungsheim (Eilenburg), ca. 30 Spezialkinderheime, ca. 30 Jugendwerkhöfe sowie vier Sonderheime mit einem zusätzlichen Aufnahmeheim. De facto waren den Spezialheimen seit 1965 auch die Durchgangsheime zugeordnet.
Der Bericht an die Bundesregierung Aufarbeitung der Heimerziehung in der DDR vom 26. März 2012 kam zu folgender Bewertung: „Insbesondere in den Spezialheimen der Jugendhilfe war der Alltag von Freiheitsbeschränkung, Menschenrechtsverletzungen, Fremdbestimmung, entwürdigenden Strafen, Verweigerung von Bildungs- und Entwicklungschancen sowie erzwungener Arbeit geprägt.“

## Geschichte
Der Typ des Spezialheimes entstand mit der ersten Strukturreform des Heimsystems im Jahr 1952. Er umfasste zunächst Aufnahme- und Beobachtungsheime (A/B-Heime), Spezialkinderheime und Jugendwerkhöfe. Die regionalen A/B-Heime (u. a. Festung Königstein, Brandenburg/Havel) wurden bereits Anfang der 1950er Jahre wieder aufgelöst und durch ein zentrales A/B-Heim in Eilenburg (Sachsen) ersetzt. Im Jahr 1965 erhielten die Spezialheime eine eigene Organisationsstruktur innerhalb der Jugendhilfe. Das System bestand bis 1990 fast unverändert fort. In den letzten Jahren der DDR verschlechterten sich die Bildungsmöglichkeiten in den Spezialkinderheimen drastisch, während sie sich in den Jugendwerkhöfen leicht verbesserten.
Schätzungen zufolge durchliefen zwischen 1949 und 1989 etwa 135.000 Minderjährige die Spezialheime. Insgesamt existierte jeweils ein Bestand von ca. 60 Heimen. Wegen Umwidmungen, Schließungen und Neueröffnungen sind die Listen der Spezialheime wesentlich umfangreicher (vgl. Liste der Jugendwerkhöfe der DDR, von den Spezialkinderheimen existierte im August 2012 noch keine derartige Liste). Die Gesamtzahl der Minderjährigen, die Sonderheime und A/B-Heime durchlaufen hat, ist unbekannt.
Im Jahr 2010 wurden im Auftrag der Landesbeauftragten für die Stasi-Unterlagen in Mecklenburg-Vorpommern erstmals die Spezialheime der Bezirke Rostock, Schwerin und Neubrandenburg untersucht. Das Ergebnis wurde in Buchform veröffentlicht. 2011 folgte ein analoges Forschungsprojekt der Landesbeauftragten von Brandenburg für die Bezirke Potsdam, Frankfurt/Oder und Cottbus, sowie 2012 im Auftrag der Gedenkstätte Geschlossener Jugendwerkhof Torgau eine Untersuchung der Bezirke Dresden, Leipzig und Karl-Marx-Stadt. Untersucht wurden die sozialistischen Umerziehungspraktiken im Geschlossenen Jugendwerkhof  und der Heimerziehung im Allgemeinen, speziell aber auch die rechtlichen, pädagogischen und psychologischen Aspekte der repressiven Umerziehungsmethoden in den Spezialkinderheimen der DDR.

## Struktur und Besonderheiten
Wie alle Heime der Jugendhilfe unterstanden die Spezialheime der Hauptabteilung Jugendhilfe/Heimerziehung im Ministerium für Volksbildung der DDR. Während die Normalheime von den Räten der Kreise oder Kommunen verwaltet wurden, waren die Spezialkinderheime und Jugendwerkhöfe den Räten der Bezirke unterstellt. Damit sollte eine strenge Kontrolle und politisch korrekte Führung dieser Heime sichergestellt werden. Die Sonderheime und der Geschlossene Jugendwerkhof Torgau unterstanden wegen der besonderen politischen Bedeutung dem Ministerium für Volksbildung direkt.
Spezialheime unterschieden sich von Normalheimen durch ein pädagogisches Regime, das jede Widersetzlichkeit strengstens ahndete, und eine fast vollständige Isolation der Insassen von ihrer Umwelt. Frühere soziale Kontakte (Freundschaften, Familie) wurden kontrolliert oder ganz unterbunden. Ein- und ausgehende Post wurde zensiert. Schulischer Unterricht fand in eigenen Heimschulen statt. Unerlaubte Entfernung aus dem Heim wurde als Entweichen mit strengen Strafen belegt. Obwohl eine Reihe von Spezialheimen nicht den äußeren Anschein erweckten, sind sie damit als geschlossene Einrichtungen zu betrachten.
Über die Einweisung in ein Spezialheim entschied die Zentralstelle für Spezialheime auf Antrag der örtlichen Ausschüsse für Jugendhilfe. Ein Teil der Minderjährigen wurde zuvor in das Aufnahme- und Beobachtungsheim in Eilenburg überwiesen. Das A/B-Heim empfahl nach einer gewissen Beobachtungszeit eine Überstellung in ein Sonderheim, Spezialkinderheim oder einen Jugendwerkhof. In wenigen Fällen wurde auch die Einweisung in ein Normalheim oder die Rückkehr in die Familie empfohlen. Die Zentralstelle verfügte auch die Einweisungen in den Geschlossenen Jugendwerkhof Torgau.
Eine Besonderheit im System der Spezialheime der DDR war das Kombinat der Sonderheime für Psychodiagnostik und pädagogisch-psychologische Therapie mit seinem Aufnahmeheim in Berlin-Oberspree und den Heimen in Bollersdorf, Borgsdorf, Groß Köris und Werftpfuhl.

## Begriffsherkunft
Die Herkunft des Begriffes Spezialheim ist bisher nicht geklärt. Obwohl der Begriff an Wortschöpfungen aus der NS-Zeit (Spezialbehandlung) erinnert, dürfte sein Ursprung in der Sowjetunion zu suchen sein, in der der Begriff spezial im politischen Sinne mit Strafaktionen (Speziallager) verbunden war. Allerdings sind sowohl Lebensumstände als auch Einweisungsbedingungen in beiden Einrichtungen nicht vergleichbar.

## Gesellschaftliche Aufarbeitung

### Fonds Heimerziehung
Angesichts des erlittenen Unrechts in den Dauerheimen für Säuglinge und Kleinstkinder in der DDR und in den Einrichtungen der Jugendhilfe beschlossen der Deutsche Bundestag und die Jugendminister der Länder, gleichwertige Hilfsangebote auch für Betroffene der DDR-Heimerziehung, die heute noch an Folgeschäden leiden, vorzusehen. Der am 26. März 2012 vorgelegte Bericht „Aufarbeitung der Heimerziehung in der DDR“ bildete eine wichtige Grundlage für die Erarbeitung konkreter Hilfsangebote. In diesem Bericht kommen Bundesregierung und die ostdeutschen Länder zu der Einschätzung, dass Zwang und Gewalt für viele Säuglinge, Kinder und Jugendliche in den DDR-Heimen eine alltägliche Erfahrung waren und Menschenrechte verletzt wurden. Die Erlebnisse in den Heimen führten zu massiven Beeinträchtigungen der Lebenschancen und Entwicklungspotentiale der Betroffenen, die bis heute teilweise traumatisch nachwirken.
In der Präambel zum Bericht Aufarbeitung der Heimerziehung in der DDR aus dem Jahr 2012 heißt es dazu:

„Wir wünschen uns, dass mit der Einrichtung des Fonds Heimerziehung in der DDR in den Jahren 1949 bis 1990 und den vorgelegten Expertisen und dem Bericht das Gefühl der Ohnmacht, das viele ehemalige Heimkinder empfinden, überwunden werden kann und dass diese Angebote als ein Beitrag zur Versöhnung und Herstellung von Rechtsfrieden verstanden werden.“

Der Bund, die Länder Berlin, Brandenburg, Mecklenburg-Vorpommern, Sachsen-Anhalt sowie die Freistaaten Sachsen und Thüringen haben den Fonds gemeinsam errichtet. Seit dem 1. Juli 2012 ist der Fonds mit einem Volumen von insgesamt 40 Millionen Euro eingerichtet.

### Gewährung von Hilfen und Unterstützungsleistungen
Die Angebote des Fonds richten sich unabhängig von der Trägerschaft der Heimeinrichtung an ehemalige DDR-Heimkinder, die in den Jahren 1949 bis 1990 in einem Dauerheim für Säuglinge und Kleinstkinder oder in einem Heim der Jugendhilfe untergebracht waren und denen Unrecht und Leid zugefügt wurde, an dessen Folgeschäden sie heute noch leiden. Das Hilfesystem des Fonds sollte bestehende sozialrechtliche Versorgungssysteme ergänzen, sie jedoch nicht ersetzen.
Ausgleichszahlungen werden gewährt, soweit für erbrachte Arbeitsleistungen während des Heimaufenthalts keine Beiträge in die Sozialversicherung der DDR gezahlt wurden oder geleistete Beiträge durch die Rentenversicherung nicht anerkannt wurden und es deshalb zu einer Minderung von Rentenansprüchen kommt. Ein Rechtsanspruch auf Leistungen aus dem Fonds besteht nicht.
Die regionalen Anlauf- und Beratungsstellen für den Fonds geben Auskunft, beraten und nahmen Anträge über Hilfen und Unterstützungsleistungen entgegen. Zuständig ist grundsätzlich die regionale Anlauf- und Beratungsstelle in den jeweiligen Bundesländern, in deren Einzugsgebiet ein Betroffener seinen aktuellen Wohnort hat. Die gestellten Anträge und eingereichten Unterlagen wurden an das Bundesamt für Familie und zivilgesellschaftliche Aufgaben (BAFza) weitergeleitet und von ihr auf Vollständigkeit sowie Schlüssigkeit geprüft. Im Weiteren stellt dann dieses Amt die finanziellen Mittel bereit und zahlt diese aus.
Aufgrund der hohen Anzahl ehemaliger Heimkinder war der Fonds bereits Anfang 2014 ausgeschöpft und wurde im Weiteren mit Mitteln des Bundes sowie der Länder wieder aufgestockt. Neuanträge auf Leistungen aus dem Fonds konnten bis zum 30. September 2014 gestellt werden. Im Zeitraum Juli 2012 und Ende September 2014 haben sich rund 27.500 Betroffene gemeldet. Die Laufzeit des Fonds endete am 31. Dezember 2018.
Zum 31. Dezember 2019 lief die Frist für Rehabilitierungsanträge von Opfern durch die DDR-Willkür aus. Davon sind auch ehemalige Heimkinder betroffen, die u. a. sexuellen Kindesmissbrauch in den Einrichtungen erfahren haben. Die Bundesjustizministerin Katarina Barley (SPD) plante, Entschädigungen zu erleichtern und die Antragsfristen zu streichen. Gesetzgebend war die Initiative zu diesem Zeitpunkt nicht.
Im August 2019 wurde der Abschlussbericht der Fonds Heimerziehung und die Stellungnahme der Bundesregierung veröffentlicht. Die Ziele der Errichter der Fonds waren hoch gesteckt und im Fazit der Stellungnahme der Bundesregierung heißt es: „Nicht in jedem Einzelfall sind die Fonds diesen hohen Anforderungen im vollen Umfang gerecht geworden. Aber die breite Zufriedenheit der Betroffenen insgesamt belegt eindrucksvoll, dass sich der finanzielle und immaterielle Aufwand gelohnt hat. Ausschlaggebend für den Erfolg der Fonds war nicht zuletzt die Bereitschaft der Errichter, gemeinsam mit den Vertreterinnen und Vertretern der Betroffenen bei der Umsetzung der Fonds neue Wege zu gehen, Lösungsmöglichkeiten auszuprobieren und getroffene Entscheidungen auch zu korrigieren, wenn es im Sinne einer betroffenenfreundlichen Praxis notwendig war. Damit ist es gelungen, auch die übergeordneten Ziele der Fonds zu erreichen und einen Beitrag zur gesellschaftlichen Aufarbeitung und Aussöhnung mit einem dunklen Kapitel der neueren deutschen Geschichte zu leisten.“
Finanziert durch das Bundesministerium für Bildung und Forschung (BMFB) wurde für den Zeitraum 2019–2022 über den TESTIMONY Forschungsverbund weitere Hilfe bei der Bewältigung und Aufarbeitung für Betroffene angeboten, die in der DDR in Heimen oder Jugendwerkhöfen untergebracht waren. Ein speziell entwickeltes schreibbasiertes Online-Programm half dabei, die Erfahrungen aus dieser Zeit aufzuschreiben, um in Zukunft besser damit umgehen zu können. Das Online-Programm und die Studie wurden von der Medical School Berlin durchgeführt und wissenschaftlich von ihr ausgewertet. Ziel der Studie sollte sein, die Wirksamkeit des Angebotes sowie den Nutzen für die Teilnehmenden zu ermitteln. Darüber hinaus wurde eine Übersicht über weitere bestehende Hilfeangebote gegeben.